# Мавзолей на Георги Димитров
Мавзолеят на Георги Димитров е мавзолей в центъра на София, построен през 1949 г., за да съхранява балсамираното тяло на комунистическия ръководител Георги Димитров. Изграждането на мавзолея започва веднага след смъртта на Георги Димитров. Построен е за рекордния срок от 6 дни, през което време тялото на Георги Димитров е превозено от СССР до София.
Мавзолеят става център на тоталитарния култ към Георги Димитров като „вожд и учител на българския народ“ и част от държавния церемониал в Народна република България през периода 1949 – 1989 г. Тук, по протокол, чуждестранните делегации полагат венци при посещение в страната, а партийно-държавното ръководство от трибуната му приема манифестациите и парадите на официалните празници.
Тялото на първия български комунистически лидер остава в мавзолея до август 1990 г., когато то е кремирано и погребано в Централните софийски гробища. Мавзолеят е взривен в края на август 1999 г. по заповед на строителния министър от правителството на СДС Евгений Бакърджиев. Първата детонация (в присъствието на министър-председателя Иван Костов и кмета на София Стефан Софиянски) не успява да събори сградата и са необходими няколко експлозии от 21 до 27 август, когато най-сетне тя рухва.

## Проектиране и строителство
След смъртта на Георги Димитров настъпила на 2 юли 1949 в Москва, от Министерския съвет на НРБ е взето решение за балсамиране на тялото и построяване на мавзолей в който то да бъде изложено за вечни поклонения.
Има разминавания в сведенията за това как е протекло проектирането и строителството. Общото е, че сградата е почти изцяло готова до 10 юли, когато тялото на Георги Димитров е положено официално в нея, и че тя е дело на архитект Георги Овчаров с участието и на Рачо Рибаров и Иван Данчов.
Според една от историите дават 3 дни на арх. Г. Овчаров, за да направи проект. Той успява в срок и го изготвя в свой стил – с дорийски колони. Проектът обаче не е одобрен от Политбюро на ЦК на БКП и принуждават Овчаров да го опрости дотолкова, че формата на построената сграда е коренно различна от първоначално проектираната. Опростяването се следи от арх. Р. Рибаров и е прието след одобрение от ръководителя на тогавашните Строителни войски ген. Иван Винаров.
Строителството се ръководи от Георги Натов. За официалната церемония по поставяне тялото на Георги Димитров в мавзолея недовършените колони и цялата горна част на сградата са опаковани с червен плат.
Малко по-различен е разказът на сина на арх. Овчаров за същите събития:
| „ | В деня, когато Георги Димитров умира, у дома някъде около 22 ч. идва директорът на „Главпроект“ арх. Фурнаджиев. Той съобщава на баща ми, че на заседание на Министерския съвет се взело решение да се прави мавзолей. Задачата е възложена на „Главпроект“, а няколко архитекти трябва да представят проектите си, но това да стане много бързо – до 12 ч. на следващия ден. На импровизирания конкурс одобряват проекта на баща ми. Започва бясно строителство и на шестия ден мавзолеят е почти готов. Точно тогава обаче се случва нещастие – камък пада върху един трудовак и го убива. Ентусиазмът намалява. За погребението не е готов само един корниз, който прикриват с черна драперия... Едва по-късно баща ми и арх. Рибаров довършват корниза и страничните стени. | “ |

Впоследствие облицоват фасадата с русенски камък, а по-късно подменят облицовката с нови плочи от врачански камък. С моделиране на терена към градината гробницата изпъква върху стълбища, оформящи средно висок стилобат; това заедно с подземните пространства е единствената запазена част от мавзолея днес.
Срещу входа е вградена скулптурна глава на Димитров, а от двете страни са бюстове на Димитър Благоев, Георги Кирков, Димитров и Васил Коларов. След няколко месеца на известно разстояние от основната сграда от ляво и от дясно е добавена по една гранитна стена с ниши за погребване на бъдещите партийни вождове.
Във втората ниша на източната стена е погребан Васил Коларов, чиито кости през юли 1990 г. са изкопани и преместени в Софийските централни гробища. Следващият партиен вожд Вълко Червенков не е погребан тук, тъй като умира, отдавна свален от власт и с развенчан култ към него, а последният – Тодор Живков, умира, след като мавзолеят е затворен и е изоставен като център на комунистическия култ.

## Опит за атентат и взривяване на мавзолея 1956
През 1956 г. антикомунистът Стоян Зарев – Тони подготвя взривяването на Мавзолея по време на първомайска манифестация. Бомбите с часовников механизъм трябва да избухнат, когато на трибуната са най-важните личности в държавата и партията. Така пред очите на хиляди хора е трябвало да загинат членовете на Политбюро, министри, генерали. С тази си постъпка Стоян Зарев – Тони е искал да привлече вниманието на световните медии към България. Смятал е, че терористичните актове са напълно нормални в борбата с комунизма. Той е успял да привлече към тази група още 14 души. Освен Мавзолея, Зарев е планирал да взриви и пет важни министерства. Групата среща трудности в изпълнението на плана и много се забавя, конспирацията е разкрита и те са арестувани от Държавна сигурност през февруари 1960 г.

## Поддръжка и реконструкции
Мавзолеят е бил обект за милиционерска охрана от първостепенно значение с постоянен почетен гвардейски караул, чийто ритуал на смяна е подобен на днешния пред Президентството. Във вътрешността на гробницата в часовете, когато е отворена, също стоят гвардейци – след входа пред бюстовете, на чупките на коридора и при саркофага.
Обектът е бил оборудван с климатична инсталация, поддържаща температура от 17 °C с отклонение плюс/минус 0,5 °C. Повечето му помещения се намират под земята. Там са се извършвали процедурите, необходими за поддържане на балсамираното тяло. Саркофагът, в който то е било изложено, е бил с бронирани стъкла (след 1975 г.) и се е спускал надолу чрез специален подемник, а когато е качван в траурната зала за поклонение, се е превръщал в херметически затворена камера.
През 1974 – 1975 г. е извършена основна реконструкция на мавзолея – разширени са помещенията под траурната зала и е подменена климатичната инсталация, поставена е пластично разработена монументална врата, кристалната камера-саркофаг и мозайки на Дечко Узунов.

## Разрушаване
На 17 юли 1990 г. правителството на Андрей Луканов взема решение за изваждане на тленните останки от мавзолея и тяхното погребване. Решението е изпълнено още същата нощ и тялото на Георги Димитров е погребано в Централните софийски гробища. След изваждането на тленните останки от мавзолея в продължение на девет години се водят дебати за съдбата на сградата. Правителството на Иван Костов решава да разруши мавзолея през 1999 г.
Разрушаването на мавзолея започва на 21 август 1999 г., командвано лично от Евгений Бакърджиев – вицепремиер и министър на регионалното развитие и благоустройство в правителството на ОДС. Първият взрив е извършен в 14:37 часа. По-късно са извършени още три големи взрива, след което разрушаването продължава с машини. Последните отломки са извозени в късния следобед на 27 август 1999 г.